# El còctel de l'amor
El còctel de l'amor, sovint anomenat Remena nena o Remena, nena, és un cuplet del vodevil La reina ha relliscat d'Alfons Roure i Josep M. Torrents, obra estrenada el 1932 a Barcelona. Caracteritzada per l'ús de jocs de paraules i metàfores sexuals i picants, va esdevenir una cançó molt popular durant l'època de la Segona República. Posteriorment, el 1970 va ser recuperada i de nou popularitzada per la cantant Guillermina Motta, com a cançó protesta durant el darrer franquisme.
El context de la cançó s'enquadra en l'auge del cuplet a Barcelona, procedent de França, que es va fer molt popular a la ciutat els anys anteriors a la Guerra Civil, moment també d'esplendor del gènere de la revista en llengua catalana. Inserida en el vodevil La reina ha relliscat, amb llibre d'Alfons Roure i música de Josep Maria Torrents, va ser cantada per primera vegada per l'actriu i cantant Rosa Hernáez, esposa de Josep Santpere, que va fer estrenar l'obra al Teatre Espanyol de Barcelona el 23 de gener de 1932. Ben aviat la cançó es va fer molt popular. El mateix any, Hernáez va gravar un disc de gramòfon titulat El còctel de l'amor, acompanyada de l'orquestra i el cor del Teatre Espanyol.
La cançó es caracteritza per l'ús de jocs de paraules i metàfores sexuals i picants. Va ser recuperada i popularitzada de nou per la cantautora Guillermina Motta, membre dels Setze Jutges, l'any 1970, en un disc produït per Joan Manuel Serrat, al costat de Rudy Ventura i Francesc Burrull, en el qual va enregistrar diversos cuplets, que va tenir un èxit aclaparador. Motta va recuperar aquest tema en un moment de protesta en el darrer franquisme per tal de reclamar l'alliberament sexual. La cançó fins i tot va ser qualificada d'immoral i prohibida.
El 2004 va ser seleccionada en un muntatge en un homenatge de temes clàssics catalans de cabarets en les sessions golfes del Foyer del Gran Teatre del Liceu. L'islandès Halldor Mar va fer una versió de la cançó, i en llengua anglesa, que va titular Shake it baby, que va sortir en un disc amb versions de diversos temes de la Nova Cançó. El grup Arrels de Gràcia va fer una versió de rumba titulada Remena, nen! el 2019.